# Fineilspitze
Die Fineilspitze (auch Finailspitze geschrieben) ist ein Berg im Schnalskamm der Ötztaler Alpen auf der Grenze zwischen dem österreichischen Bundesland Tirol und der italienischen Provinz Südtirol. Der Berg weist eine Höhe von 3514 m ü. A., oder, nach älteren Angaben, von 3516 m auf. Er sendet nach Nordosten und Südwesten ausgeprägte Grate. Zuerst bestiegen wurde die Spitze am 8. September 1865 durch den Pfarrer Franz Senn mit den Bergführern Cyprian Granbichler und Josef Gstrein über den Nordostgrat von Vent aus.

## Lage und Umgebung
Die Fineilspitze liegt im Schnalskamm, einer Bergkette, die sich hauptsächlich von Osten nach Westen durch die südlichen Ötztaler Alpen zieht. Im Westen und Norden ist sie von dem Gletscher Hochjochferner umgeben, dessen Nährgebiet sich bis fast auf den Gipfel hinaufzieht. Bedeutende benachbarte Berge im Kammverlauf sind im Südosten, getrennt durch das Tisenjoch (3188 m, Fundstelle der jungsteinzeitlichen Gletschermumie Ötzi) und das Niederjoch (3016 m), der 3599 m hohe Similaun, und im Westen liegt die Schwarze Wand mit einer Höhe von 3355 m. Das nächstgelegene Dorf ist im Süden Unser Frau im Schnalstal, in etwa sieben Kilometern Luftlinie, im Norden liegt Vent, gut 10 km entfernt. Die auf Südtiroler Seite liegenden Bergflanken stellen die westlichste Ausdehnung des Naturparks Texelgruppe dar.

## Stützpunkt und Besteigung
Die Erstbesteiger um Franz Senn kamen aus dem Dorf Vent, wo Franz Senn Pfarrer war. Sie stiegen über den ehemals vergletscherten Nordostgrat, der gegenwärtig jedoch aufgrund der klimabedingten Gletscherschmelze eisfrei ist, vom Hauslabjoch aus auf den Gipfel. 
Der heutige Normalweg nimmt die 3019 m hohe Similaunhütte am Niederjoch (in etwa 4 Stunden von Vernagt erreichbar) als Ausgangspunkt. Von dort führt ein markierter, stellenweise mit Fixseilen gesicherter Felspfad hinüber zum 3208 m hohen Tisenjoch, wo eine schlanke Steinpyramide an die Auffindung der Gletschermumie „Ötzi“ erinnert. Zum Tisenjoch kann man alternativ auch von der Martin-Busch-Hütte auf direktem Weg gelangen (Talort Vent). Ab dem Tisenjoch folgt man, sich an Steinmandln orientierend, Steigspuren am Ostgrat und im oberen steileren Teil Kletterstellen und erreicht zunächst den Vorgipfel, und über eine ausgesetzte Querung im Blockgelände den ein Gipfelkreuz tragenden höchsten Punkt. Der Aufstieg beinhaltet mehrere leichte Kletterstellen im Schwierigkeitsgrad I, Stellen II und die Querung von Firnfeldern. Im Sommer apert der Normalweg inzwischen häufig fast gänzlich aus. Laut Literatur benötigt man von der Similaunhütte zum Gipfel rund 2 Stunden.
Eine andere Route führt von der Einschartung (3375 m) zwischen Fineilspitze und dem Östlichen Fineilkopf über den Südwestgrat zum Gipfelkreuz und erfordert Hochtourenausrüstung und Gletschererfahrung.

## Name
Die Fineilspitze verdankt ihren Namen dem Finailhof, der sich südlich des Gipfels im Schnalstal befindet. Dessen Name ist wiederum auf ein alpenromanisches fenīle mit der Bedeutung „Heustadel“ zurückzuführen.